# Hybandoides horizontalis
Hybandoides horizontalis är en insektsart som beskrevs av William Lucas Distant. Hybandoides horizontalis ingår i släktet Hybandoides och familjen hornstritar. Inga underarter finns listade i Catalogue of Life.